# Somlóvecse
Somlóvecse is een plaats (község) en gemeente in het Hongaarse comitaat Veszprém. Somlóvecse telt 97 inwoners (2001).